# Kelly Clark
Kelly Clark (Newport, 26 de julio de 1983) es una deportista estadounidense que compitió en snowboard, especialista en la prueba de halfpipe.
Participó en cuatro Juegos Olímpicos de Verano, en la prueba de halfpipe, obteniendo en total tres medallas, oro en Salt Lake City 2002 y en Vancouver 2010 y bronce en Sochi 2014, y el cuarto lugar en Turín 2006.
Adicionalmente, consiguió catorce medallas en los X Games de Invierno.

## Medallero internacional
| Juegos Olímpicos | Juegos Olímpicos                | Juegos Olímpicos  | Juegos Olímpicos |
| Año              | Lugar                           | Medalla           | Prueba           |
| ---------------- | ------------------------------- | ----------------- | ---------------- |
| 2002             | Salt Lake City (Estados Unidos) | Medalla de oro    | Halfpipe         |
| 2010             | Vancouver (Canadá)              | Medalla de bronce | Halfpipe         |
| 2014             | Sochi (Rusia)                   | Medalla de bronce | Halfpipe         |

| X Games de Invierno | X Games de Invierno    | X Games de Invierno | X Games de Invierno |
| Año                 | Lugar                  | Medalla             | Prueba              |
| ------------------- | ---------------------- | ------------------- | ------------------- |
| 2002                | Aspen (Estados Unidos) | Medalla de oro      | Superpipe           |
| 2003                | Aspen (Estados Unidos) | Medalla de plata    | Superpipe           |
| 2004                | Aspen (Estados Unidos) | Medalla de plata    | Superpipe           |
| 2006                | Aspen (Estados Unidos) | Medalla de oro      | Superpipe           |
| 2008                | Aspen (Estados Unidos) | Medalla de bronce   | Superpipe           |
| 2009                | Aspen (Estados Unidos) | Medalla de plata    | Superpipe           |
| 2010                | Aspen (Estados Unidos) | Medalla de plata    | Superpipe           |
| 2011                | Aspen (Estados Unidos) | Medalla de oro      | Superpipe           |
| 2012                | Aspen (Estados Unidos) | Medalla de oro      | Superpipe           |
| 2013                | Aspen (Estados Unidos) | Medalla de oro      | Superpipe           |
| 2013                | Tignes (Francia)       | Medalla de oro      | Superpipe           |
| 2014                | Aspen (Estados Unidos) | Medalla de oro      | Superpipe           |
| 2015                | Aspen (Estados Unidos) | Medalla de plata    | Superpipe           |
| 2016                | Oslo (Noruega)         | Medalla de plata    | Superpipe           |